# Kaos Studios
A Kaos Studios New York-i videójáték-fejlesztő vállalat 2006-ban jött létre, amikor a Battlefield 1942 című játékhoz készített Desert Combat moddal ismertté vált Trauma Studios bezárt, több tagja azonban elfogadta a THQ felkérését és megalapították a Kaos Studiost, ami first-person shooter játékok készítésére koncentrál.
2008 februárjában jelent meg első játékuk, a Frontlines: Fuel of War, PC mellett Xbox 360 platformra is. 2009 márciusában jelentette be a kiadó a következő, Homefront címet viselő FPS-t. A játék 2011. március 18-án kerül a boltokba, a kritikusok részéről vegyes fogadtatásban részesült, ám részben a kiadó marketingstratégiájának köszönhetően az eladásai meghaladták az egymillió példányt.
2011. június 13-án jelentették be a vállalat megszűnését.

## Játékok
- Frontlines: Fuel of War (2008)
- Homefront (2011)